# Thrips hawaiiensis
Espèce
Synonymes
- Euthrips hawaiiensis Morgan, 1913[1]

Thrips hawaiiensis est une espèce de thysanoptères de la famille des Thripidae.

## Description
Thrips hawaiiensis mesure de 1,15 à 1,85 mm. L'imago femelle est de couleur brune avec le plus souvent huit articles antennaires tandis que l'imago mâle est bicolore avec la tête, le thorax et les pattes jaune pâle le plus souvent sept articles antennaires,.
Thrips hawaiiensis ressemble fortement à Thrips exilicornis.

## Répartition
On recense Thrips hawaiiensis en Asie du Sud-est, en Australie, aux États-Unis (Californie, golfe du Mexique, Floride), en Inde, au Japon, en Nouvelle-Zélande, sur les îles de l'océan Pacifique. L'insecte s'est introduit en Europe, on le recense d'abord dans le Sud de la France en 2006 puis en Espagne et en Italie dans les années 2010.

## Reproduction
La population atteint son maximum de mai à juin et de septembre à novembre.
Le cycle de l'œuf à l'imago dure entre 6 et 11 jours pour les mâles et entre 10 et 15 jours pour les femelles. Les femelles fertilisées et non-fertilisées pondent 21 à 30 et 18 à 25 œufs sur 15 à 19 et 13 à 25 jours. Les œufs non fertilisés donnent des mâles. Les œufs éclosent entre le lendemain de la ponte et quatre jours après, la période larvaire dure de 3 à 7 jours, la pupaison de 2 à 4 jours.

## Écologie
Thrips hawaiiensis est le principal pollinisateur du palmier en Malaisie.

## Parasitologie
L'insecte est un parasite des plantes Brassica juncea, Brassica napus, Butea monosperma, Camellia sinensis, Citrus maxima, Dracocephalum moldavica, Jatropha curcas, Lantana camara, Malus pumila, Melissa officinalis, Musa, Myrtus communis, Nigella sativa, Oenothera biennis, Origanum vulgare, Peganum harmala, Prunus persica, Psidium guajava, Salvia transsylvanica, Thymbra spicata (de),.